# Baltijskaja (stanice metra v Petrohradu)
Baltijskaja (rusky Балтийская) je stanice petrohradského metra. Pojmenována je podle blízkého Baltského nádraží.

## Charakter stanice
Stanice se nachází na Kirovsko-Vyborské lince, v její jižní části, nedaleko centra města. Je to podzemní, trojlodní ražená stanice s jedním výstupem a s plnou délkou střední lodi, založena 57 m hluboko pod zemí. Jednotlivé lodě se nacházejí velmi blízko u sebe a jsou spojeny velmi krátkými průchody. Z nástupiště vede jeden výstup eskalátorovým tunelem v ose stanice přímo do budovy Baltského nádraží. V budoucnu se také počítá i s druhým vestibulem, nebo rovnou s přestavbou na stanici přestupní. Na obklad prostoru nástupiště se použil uralský mramor, který má oficiálně připomínat šedou barvu moře. Na slepém konci střední lodě je umístěna mozaika s tematikou Říjnové revoluce v roce 1917 v Petrohradu. Baltijskaja byla otevřena 15. listopadu roku 1955 jako součást prvního úseku metra ve městě mezi stanicemi Avtovo – Ploščaď Vosstanija. Projektový název stanice je Baltijskij Vokzal.